# Limes Britannicus
 (août 2025).

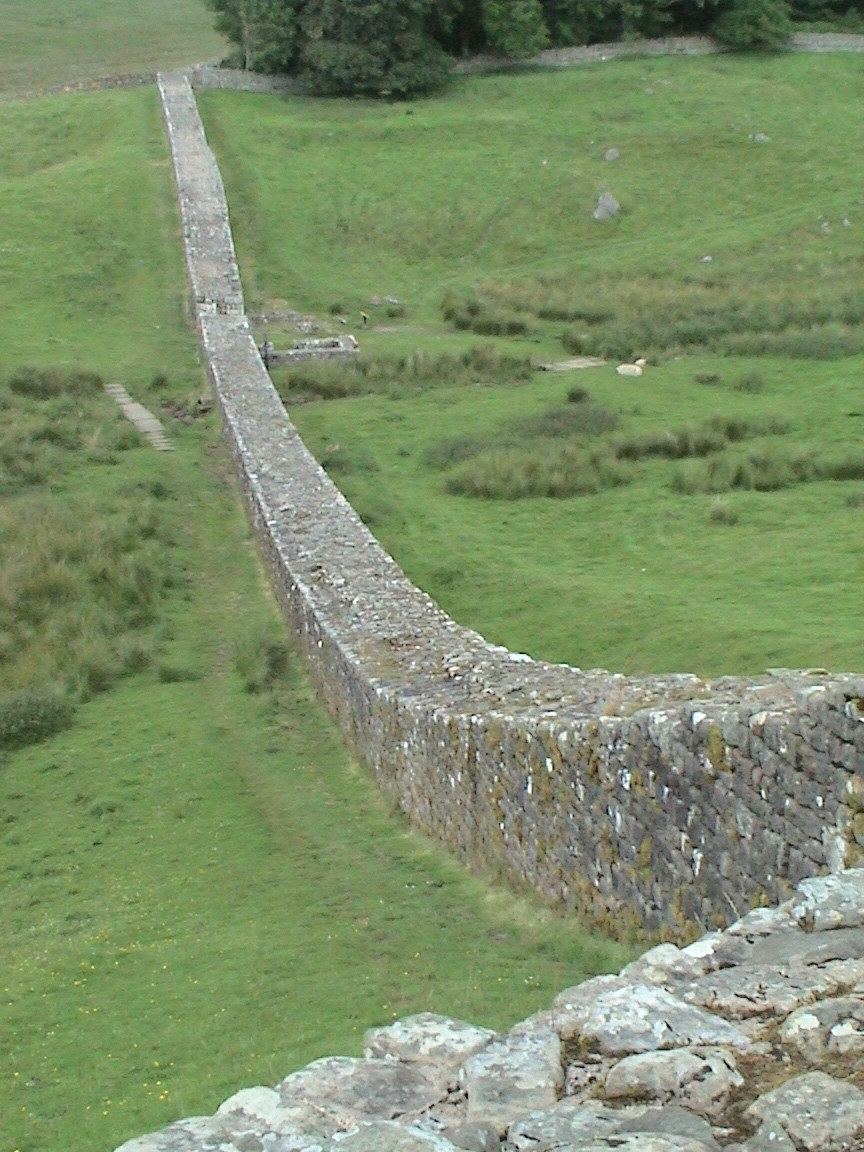
Sectio du Mur d'Hadrien.

Le Limes Britannicus (aussi connu comme le Limes de Bretagne), dans le contexte de la conquête romaine de la Grande-Bretagne, est le limes le plus septentrional de l'Empire romain dans la province romaine de Bretagne, en Grande-Bretagne.
Connu notamment par ses deux murs — le mur d'Antonin et le mur d'Hadrien —, ce limes de fortifications et remparts défensifs contenait les Pictes et les Scots d'une invasion.
Ces défenses existaient du Ier au Ve siècle et traversaient les territoires de l'Angleterre et de l'Écosse actuels.
Ce limes, ainsi que le limes de Germanie (Allemagne), est collectivement connu sous le nom de « frontières de l’Empire romain » comme bien du patrimoine mondial de l'Unesco.